# Többszörös metódusfeloldás
A többszörös metódusfeloldás vagy multimetódusok egyes programozási nyelvek olyan jellemzője, amelyben egy függvény vagy metódus dinamikusan metódusfeloldásra kerülhet a futásidő (dinamikus) típusa vagy általánosabb esetben több argumentumának valamilyen más attribútuma alapján. Ez az egyszeri metódusfeloldású polimorfizmus általánosítása, ahol egy függvény vagy metódus hívása dinamikusan metódusfeloldásra kerül annak az objektumnak a származtatott típusa alapján, amelyen a metódust hívták. A többszörös metódusfeloldás a dinamikus metódusfeloldást a végrehajtó függvényhez vagy metódushoz irányítja egy vagy több argumentum kombinált jellemzőinek felhasználásával.

## A metódusfeloldás megértése
A számítógépes szoftverek fejlesztői a forráskódot általában megnevezett blokkokba szervezik, amelyeket különbözőképpen neveznek szubrutinoknak, eljárásoknak, alprogramoknak, függvényeknek vagy módszereknek. A függvényben lévő kódot a függvény meghívásával - a nevére hivatkozó kódrészlet lefuttatásával - hajtják végre. Ez átmenetileg átadja a vezérlést a hívott függvénynek; amikor a függvény végrehajtása befejeződött, a vezérlés jellemzően visszakerül a hívó utasításhoz, amely a hivatkozást követi.
A függvényneveket általában úgy választják ki, hogy azok leírják a függvény feladatát. Néha kívánatos, hogy több függvénynek ugyanazt a nevet adjuk, gyakran azért, mert gyakorlatilag hasonló feladatokat látnak el, de különböző típusú bemeneti adatokkal dolgoznak. Ilyen esetekben a függvényhívás helyén lévő névreferencia nem elegendő a végrehajtandó kódblokk azonosításához. Ehelyett a függvényhívás argumentumainak száma és típusa is felhasználásra kerül a több függvény megvalósítása közötti kiválasztáshoz.
A hagyományosabb, azaz az egyszeres metódusfeloldású objektumorientált programozási nyelvekben egy metódus meghívásakor (Smalltalkban egy üzenet küldése, C++-ban egy tagfüggvény hívása) az egyik argumentumot speciálisan kezelik, és arra használják, hogy meghatározzák, hogy az adott nevű metódusok (potenciálisan sok) osztálya közül melyiket kell alkalmazni. Sok nyelvben a speciális argumentumot szintaktikailag jelzik; például számos programozási nyelv a speciális argumentumot egy pont elé teszi a metódushívás során: special.method(other, arguments, here), így a lion.sound() üvöltést, míg a sparrow.sound() csiripelést eredményezne.
Ezzel szemben a többszörös metódusfeloldást használó nyelvekben a metódus kiválasztása egyszerűen az alapján történik, hogy melyik metódus az, amelynek argumentumai megfelelnek a meghívásakor használt argumentumok  számával és típusával. Nem használnak olyan speciális argumentumot a függvényhívás során, amely egy adott függvény/metódus „tulajdonosa” lenne.
A Common Lisp Object System (CLOS) a többszörös metódusfeloldás korai és jól ismert példája.

### Adattípusok
Amikor olyan nyelvekkel dolgozunk, amelyek képesek az adattípusok megkülönböztetésére fordítási időben, akkor az alternatívák közötti választás már ekkor megtörténhet. Az ilyen alternatív függvények létrehozását a fordítási idejű kiválasztáshoz általában egy függvény túlterhelésnek nevezik.
Azokban a programozási nyelvekben, amelyek az adattípusok azonosítását a futási időre halasztják (azaz késői kötés), az alternatív függvények közötti választásnak ekkor kell megtörténnie, a függvény argumentumainak dinamikusan meghatározott típusai alapján. Azokat a függvényeket, amelyek alternatív implementációi ilyen módon kerülnek kiválasztásra, legáltalánosabban multimetódusoknak nevezzük.
A függvényhívások dinamikus metódusfeloldásnak van némi futásidő költsége. Egyes nyelvekben a túlterhelés és a multimetódusok függvényhívás közötti különbségtétel elmosódhat, és a fordító határozza meg, hogy a fordítási idejű kiválasztás alkalmazható-e egy adott függvényhívásra, vagy pedig lassabb futási idejű metódusfeloldásra van szükség.

### Gyakorlati alkalmazás
Annak becslésére, hogy a gyakorlatban milyen gyakran használják a többszörös metódusfeloldást, Muschevici et al. olyan programokat vizsgált, amelyek dinamikus metódusfeloldást használnak. Kilenc, többnyire fordítóprogramot elemeztek, amelyeket hat különböző nyelven írtak: Ezek a nyelvek a Common Lisp Object System, a Dylan, a Cecil, a MultiJava, a Diesel és a Nice. Eredményeik azt mutatják, hogy a generikus függvények 13-32%-a használja egy argumentum dinamikus típusát, míg 2,7-6,5%-uk több argumentum dinamikus típusát. A generikus függvények fennmaradó 65-93%-ának egy konkrét metódusa van (overrider), és így úgy tekintik, hogy nem használják argumentumaik dinamikus típusát. A tanulmány továbbá arról számol be, hogy a generikus függvények 2-20%-ának két, 3-6%-ának pedig három konkrét függvény implementációja van. A számok gyorsan csökkennek a több konkrét overriderrel rendelkező függvények esetében.
A többszörös metódusfeloldást sokkal erőteljesebben használják a Juliában, ahol a többszörös metódusfeloldást a nyelv eredetétől fogva központi tervezési koncepciónak tekintették: a Muschevici által elemzett, az általános függvényenkénti átlagos metódusszámra vonatkozó statisztikákat összegyűjtve kiderült, hogy a Julia szabványkönyvtárában több mint kétszer annyi túlterhelést használnak, mint a Muschevici által elemzett többi nyelvben, és több mint tízszer annyit a bináris operátorok esetében.
Az ezekből a tanulmányokból származó adatokat a következő táblázatban foglaljuk össze, ahol a DR metódusfeloldási arány (dispatch ratio) az egy általános függvényre jutó módszerek átlagos száma; a CR választási arány (choice ratio) a módszerek számának négyzetének átlaga (a nagyszámú módszerrel rendelkező függvények gyakoriságának jobb mérése érdekében); a DoS specializációs fok pedig a típus-specifikált argumentumok átlagos száma metódusonként (azaz a feladott argumentumok száma):
| Nyelv                    | Átlag # metódusok (DR) | Választási arány (CR) | Feladott argumentumok száma (DoS) |
| ------------------------ | ---------------------- | --------------------- | --------------------------------- |
| Cecil                    | 2.33                   | 63.30                 | 1.06                              |
| Common Lisp (CMU)        | 2.03                   | 6.34                  | 1.17                              |
| Common Lisp (McCLIM)     | 2.32                   | 15.43                 | 1.17                              |
| Common Lisp (Steel Bank) | 2.37                   | 26.57                 | 1.11                              |
| Diesel                   | 2.07                   | 31.65                 | 0.71                              |
| Dylan (Gwydion)          | 1.74                   | 18.27                 | 2.14                              |
| Dylan (OpenDylan)        | 2.51                   | 43.84                 | 1.23                              |
| Julia                    | 5.86                   | 51.44                 | 1.54                              |
| Julia (operators only)   | 28.13                  | 78.06                 | 2.01                              |
| MultiJava                | 1.50                   | 8.92                  | 1.02                              |
| Nice                     | 1.36                   | 3.46                  | 0.33                              |

### Elmélet
A többszörös metódusfeloldású nyelvek elméletét először Castagna és társa dolgozta ki, a késői kötéssel rendelkező, túlterhelt függvények modelljének meghatározásával. Ez eredményezte az objektumorientált nyelvek kovariancia és kontravariancia problémájának első formalizálását és a bináris módszerek problémájának megoldását.

## Példák
A többszörös és az egyszeri metódusfeloldás megkülönböztetését egy példával lehet világosabbá tenni. Képzeljünk el egy játékot, amelynek (felhasználó által látható) tárgyai, űrhajói és aszteroidái vannak. Két objektum ütközésekor előfordulhat, hogy a programnak különböző dolgokat kell tennie attól függően, hogy mi éppen eltalálta.

### Beépített többszörös metódusfeloldással rendelkező nyelvek

#### C #
A C# a 4. verzióban (2010. április) vezette be a dinamikus többmódusú metódusok támogatását a 'dynamic' kulcsszóval. A következő példa a 8-as verzióban (2019 szeptember) bevezetett switch-kifejezésekkel együtt mutatja be a multimódszereket. Sok más statikusan gépelt nyelvhez hasonlóan a C# is támogatja a statikus metódus-túlterhelést.A Microsoft arra számít, hogy a fejlesztők a legtöbb esetben a statikus gépelést fogják választani a dinamikus gépeléssel szemben. A 'dynamic' kulcsszó támogatja a COM-objektumokkal és a dinamikusan gépelt .NET-nyelvekkel való átjárhatóságot.
```
class
 
Program

    
{

        
static
 
void
 
Main
()

        
{

            
Console
.
WriteLine
(
Utkozteto
.
osszeutkozes
(
new
 
Aszteroida
(
101
),
 
new
 
Urhajo
(
300
)));

            
Console
.
WriteLine
(
Utkozteto
.
osszeutkozes
(
new
 
Aszteroida
(
10
),
 
new
 
Urhajo
(
10
)));

            
Console
.
WriteLine
(
Utkozteto
.
osszeutkozes
(
new
 
Urhajo
(
101
),
 
new
 
Urhajo
(
10
)));

        
}

    
}

    
static
 
class
 
Utkozteto

    
{

        
public
 
static
 
string
 
osszeutkozes
(
UrTargy
 
x
,
 
UrTargy
 
y
)
 
=>

            
((
x
.
Meret
 
>
 
100
)
 
&&
 
(
y
.
Meret
 
>
 
100
))
 
?

                
"Nagy bumm!"
 
:
 
CollideWith
(
x
 
as
 
dynamic
,
 
y
 
as
 
dynamic
);

        
private
 
static
 
string
 
CollideWith
(
Aszteroida
 
x
,
 
Aszteroida
 
y
)
 
=>
 
"a/a"
;

        
private
 
static
 
string
 
CollideWith
(
Aszteroida
 
x
,
 
Urhajo
 
y
)
 
=>
 
"a/s"
;

        
private
 
static
 
string
 
CollideWith
(
Urhajo
 
x
,
 
Aszteroida
 
y
)
 
=>
 
"s/a"
;

        
private
 
static
 
string
 
CollideWith
(
Urhajo
 
x
,
 
Urhajo
 
y
)
 
=>
 
"s/s"
;

    
}

    
abstract
 
class
 
UrTargy

    
{

        
public
 
UrTargy
(
int
 
size
)
 
=>
 
Meret
 
=
 
size
;

        
public
 
int
 
Meret
 
{
 
get
;
 
}

    
}

    
class
 
Aszteroida
 
:
 
UrTargy

    
{

        
public
 
Aszteroida
(
int
 
meret
)
 
:
 
base
(
meret
)
 
{
 
}

    
}

    
class
 
Urhajo
 
:
 
UrTargy

    
{

        
public
 
Urhajo
(
int
 
meret
)
 
:
 
base
(
meret
)
 
{
 
}

    
}

```

Kimenet:
```
Nagybumm
a/s
s/s

```

#### Groovy
A Groovy egy általános célú, Java kompatibilis/kölcsönösen használható JVM nyelv, amely a Javával ellentétben késői kötést / többszörös diszpatchet használ.
```
 
/*

    A fenti C# példa Groovy implementációja

    A késői kötés ugyanúgy működik, ha nem statikus metódusokat használunk, vagy ha statikusan fordítjuk az osztályokat/módszereket.

    (@CompileStatic annotáció)

    */

    
class
 
Program

    
{

        
static
 
void
 
main
(
String
[]
 
args
)

        
{

            
println
 
Utkozteto
.
osszeutkozes
(
new
 
Aszteroida
(
101
),
 
new
 
Urhajo
(
300
))

          
println
 
Utkozteto
.
osszeutkozes
(
new
 
Aszteroida
(
10
),
 
new
 
Urhajo
(
10
))

          
println
 
Utkozteto
.
osszeutkozes
(
new
 
Urhajo
(
101
),
 
new
 
Urhajo
(
10
))

        
}

    
}

    
class
 
Collider

    
{

        
static
 
String
 
osszeutkozes
(
UrTargy
 
x
,
 
UrTargy
 
y
)

        
{

            
(
x
.
meret
 
>
 
100
 
&&
 
y
.
meret
 
>
 
100
)
 
?
 
"Nagy bumm"
 
:
 
collideWith
(
x
,
 
y
)
 
// Dinamikus küldés a collideWith módszerhez

  
}

        
private
 
static
 
String
 
collideWith
(
Aszteroida
 
x
,
 
Aszteroida
 
y
)
 
{
 
"a/a"
 
}

        
private
 
static
 
String
 
collideWith
(
Aszteroida
 
x
,
 
Urhajo
 
y
)
 
{
 
"a/s"
 
}

        
private
 
static
 
String
 
collideWith
(
Urhajo
 
x
,
 
Aszteroida
 
y
)
 
{
 
"s/a"
 
}

        
private
 
static
 
String
 
collideWith
(
Urhajo
 
x
,
 
Urhajo
 
y
)
 
{
 
"s/s"
}

    
}

    
class
 
UrTargy

    
{

        
int
 
meret

      
UrTargy
(
int
 
size
)
 
{
 
this
.
meret
 
=
 
size
 
}

    
}

    
@InheritConstructors
 
class
 
Aszteroida
 
extends
 
UrTargy
 
{
 
}

    
@InheritConstructors
 
class
 
Urhajo
 
extends
 
UrTargy
 
{
 
}

```

#### Common lisp
Egy többszörös metódusfeloldással rendelkező nyelvben, mint például a Common Lisp, ez inkább így nézhet ki (Common Lisp példa látható):
```
 
(
defmethod
 
collide-with
((
x
 
aszteroida
)
 
(
y
 
aszteroida
))

  
;; az aszteroidával való ütközéssel foglalkozik

  
)

(
defmethod
 
collide-with
((
x
 
aszteroida
)
 
(
y
 
urhajo
))

  
;; az űrhajóba csapódó aszteroidával foglalkozik

  
)

(
defmethod
 
collide-with
((
x
 
urhajo
)
 
(
y
 
aszteroida
))

  
;; aszteroidába csapódó űrhajóval foglalkozik.

  
)

(
defmethod
 
collide-with
((
x
 
urhajo
)
 
(
y
 
urhajo
))

  
;; űrhajóval ütköző űrhajóval foglalkozik.

  
)

```

és hasonlóan a többi módszer esetében is. Explicit tesztelés és "dinamikus kiosztás" nem használatos.
A többszörös metódusfeloldás mellett a hagyományos elképzelés, miszerint a metódusok osztályokban definiáltak és objektumokban vannak, kevésbé tetszetős - minden egyes fenti, ütközéses metódus két különböző osztályhoz tartozik, nem pedig egyhez. Ezért a metódushívás speciális szintaxisa általában eltűnik, így a metódushívás pontosan úgy néz ki, mint a szokásos függvényhívás, és a metódusok nem osztályokba, hanem általános függvényekbe vannak csoportosítva.

#### Julia
A Julia beépített többszörös metódusfeloldással rendelkezik, és ez a nyelv tervezésének központi eleme. A fenti példa Julia változataként a következőképpen nézhet ki:
```
(
collide_with
(
x
::
Aszteroida
,
 
y
::
Aszteroida
)
 
=
 
...
 
# az aszteroidával való ütközéssel foglalkozik.

collide_with
(
x
::
Aszteroida
,
 
y
::
Urhajo
)
 
=
 
...
 
# az űrhajóba csapódó aszteroidával foglalkozik.

collide_with
(
x
::
Urhajo
,
 
y
::
Aszteroida
)
 
=
 
...
 
# aszteroidába csapódó űrhajóval foglalkozik.

collide_with
(
x
::
Urhajo
,
 
y
::
Urhajo
)
 
=
 
...
 
# űrhajóval ütköző űrhajóval foglalkozik

```

#### Next Generation Shell
A Next Generation Shell beépített többszörös metódusfeloldással és predikátummetódus-feloldással rendelkezik, és ezek központi szerepet játszanak a nyelv tervezésében.
Az azonos nevű metódusok többszörös metódusfeloldású metódust alkotnak, ezért nincs szükség külön deklarációra.

Amikor egy többszörös átadás metódus meghívására kerül sor, a jelölt módszereket alulról felfelé haladva keresi a rendszer. Amennyiben az argumentumok típusai megegyeznek a paraméterekhez megadott típusokkal, a metódus meghívásra kerül. Ez ellentétben áll sok más nyelvvel, ahol a legtipikusabb típusú egyezés nyer. Egy meghívott metóduson belül egy sikertelen őrfeltétel (ahol a őrfeltétel hamisnak értékelődik) a meghívandó metódus keresését folytatja.
```
{

	
type 
UrTargy

    
type 
Aszteroida
(
UrTargy
)

    
type 
Spaceship
(
UrTargy
)

}

    
F
 
init
(
o
:
UrTargy
,
 
meret
:
Int
)
 
o
.
meret
 
=
 
meret

    
type 
Aszteroida
(
UrTargy
)

    
F
 
osszeutkozes
(
x
:
Aszteroida
,
 
y
:
Aszteroida
)
 
"a/a"

F
 
osszeutkozes
(
x
:
Aszteroida
,
 
y
:
Urhajo
)
 
"a/s"

F
 
osszeutkozes
(
x
:
Urhajo
,
 
y
:
Aszteroida
)
 
"s/a"

F
 
osszeutkozes
(
x
:
Urhajo
,
 
y
:
Urhajo
)
 
"s/s"

F
 
osszeutkozes
(
x
:
UrTargy
,
 
y
:
UrTargy
){

    
guard
 
x
.
meret
 
>
 
100

    
guard
 
y
.
meret
 
>
 
100

    
"Nagy bumm"

}

echo
(
osszeutkozes
(
Aszteroida
(
101
),
 
Urhajo
(
300
)))

echo
(
osszeutkozes
(
Aszteroida
(
10
),
 
Urhajo
(
10
)))

    
}

```

Kimenet:
```
Nagy bumm
a/s

```

#### Raku
A Raku, a Perl-hez hasonlóan, más nyelvek bevált ötleteit használja, és a típusrendszerek megmutatták, hogy meggyőző előnyöket kínálnak a fordítóoldali kódelemzésben és a felhasználóoldali szemantikában a többszörös metódusfeloldás révén.
Mind multimetódusokkal, mind multiszubokkal rendelkezik. Mivel a legtöbb operátor szubrutin, többszörösen feladott operátorokkal is rendelkezik.
A szokásos típuskorlátozások mellett rendelkezik where-korlátozásokkal is, amelyek lehetővé teszik nagyon speciális szubrutinok elkészítését.

### Nyelvek bővítése többszörös metódusfeloldású könyvtárakkal

#### JavaScript
Azokban a nyelvekben, amelyek nem támogatják a többszörös metódusfeloldást a nyelvi definíció vagy a szintaktika szintjén, gyakran lehetséges a többszörös metódusfeloldást könyvtár bővítéssel hozzáadni. A JavaScript és a TypeScript nem támogatja a többszörös metódusokat szintaktikai szinten, de lehetőség van többszörös metódusfeloldás hozzáadására egy könyvtáron keresztül. A multimethod csomagpéldául többszörös metódusfeloldású, általános függvények implementációját biztosítja.

Dinamikusan gépelt változat JavaScriptben:
```
import
 
{
 
multi
,
 
method
 
}
 
from
 
'@arrows/multimethod'

class
 
Asteroid
 
{}

class
 
Spaceship
 
{}

const
 
collideWith
 
=
 
multi
(

  
method
([
Asteroid
,
 
Asteroid
],
 
(
x
,
 
y
)
 
=>
 
{

    
// asztreoida asztreoidával való ütközésével foglalkozik

  
}),

  
method
([
Asteroid
,
 
Spaceship
],
 
(
x
,
 
y
)
 
=>
 
{

    
// asztreoida űrhajóval való ütközésével foglalkozik

  
}),

  
method
([
Spaceship
,
 
Asteroid
],
 
(
x
,
 
y
)
 
=>
 
{

    
// űrhajó asztreoidával való ütközésével foglalkozik

  
}),

  
method
([
Spaceship
,
 
Spaceship
],
 
(
x
,
 
y
)
 
=>
 
{

    
// űrhajó űrhajóval való ütközésével foglalkozik

  
}),

)

```

Statikusan gépelt verzió TypeScriptben:
```
import
 
{
 
multi
,
 
method
,
 
Multi
 
}
 
from
 
'@arrows/multimethod'

class
 
Asteroid
 
{}

class
 
Spaceship
 
{}

type
 
CollideWith
 
=
 
Multi
 
&
 
{

  
(
x
:
 
Asteroid
,
 
y
:
 
Asteroid
)
:
 
void

  
(
x
:
 
Asteroid
,
 
y
:
 
Spaceship
)
:
 
void

  
(
x
:
 
Spaceship
,
 
y
:
 
Asteroid
)
:
 
void

  
(
x
:
 
Spaceship
,
 
y
:
 
Spaceship
)
:
 
void

}

const
 
collideWith
:
 
CollideWith
 
=
 
multi
(

  
method
([
Asteroid
,
 
Asteroid
],
 
(
x
,
 
y
)
 
=>
 
{

    
// asztreoida asztreoidával való ütközésével foglalkozik

  
}),

  
method
([
Asteroid
,
 
Spaceship
],
 
(
x
,
 
y
)
 
=>
 
{

    
// asztreoida űrhajóval való ütközésével foglalkozik

  
}),

  
method
([
Spaceship
,
 
Asteroid
],
 
(
x
,
 
y
)
 
=>
 
{

    
// űrhajó asztreoidával való ütközésével foglalkozik

  
}),

  
method
([
Spaceship
,
 
Spaceship
],
 
(
x
,
 
y
)
 
=>
 
{

    
// űrhajó űrhajóval való ütközésével foglalkozik

  
}),

)

```

#### Python
A Pythonhoz egy könyvtárbővítmény segítségével többszörös metódusfeloldás adható hozzá. Például a multimethods.py és a multimethods.py modullal is, amely CLOS-stílusú multimódszereket biztosít a Python számára anélkül, hogy megváltoztatná a nyelv alapvető szintaxisát vagy kulcsszavait.
```
from
 
multimethods
 
import
 
Dispatch

from
 
game_objects
 
import
 
Asteroid
,
 
Spaceship

from
 
game_behaviors
 
import
 
as_func
,
 
ss_func
,
 
sa_func

collide
 
=
 
Dispatch
()

collide
.
add_rule
((
Asteroid
,
 
Spaceship
),
 
as_func
)

collide
.
add_rule
((
Spaceship
,
 
Spaceship
),
 
ss_func
)

collide
.
add_rule
((
Spaceship
,
 
Asteroid
),
 
sa_func
)

def
 
aa_func
(
a
,
 
b
):

    
"""Viselkedés aszteroida aszteroidával való ütközéskor."""

    
# ...új viselkedésmód meghatározása...

collide
.
add_rule
((
Asteroid
,
 
Asteroid
),
 
aa_func
)

```

```
# ...késöbb...

collide
(
thing1
,
 
thing2
)

```

Funkcionálisan ez nagyon hasonló a CLOS példához, de a szintaxis hagyományos Python.

Guido van Rossum a Python 2.4 dekorátorok segítségével elkészítette a multimetódusok egyszerűsített szintaxisú mintaimplementációját:
```
@multimethod
(
Asteroid
,
 
Asteroid
)

def
 
collide
(
a
,
 
b
):

    
"""Viselkedés aszteroida aszteroidával való ütközéskor."""

    
# ...új viselkedésmód meghatározása...

@multimethod
(
Asteroid
,
 
Spaceship
)

def
 
collide
(
a
,
 
b
):

    
"""Viselkedés aszteroida űrhajóval való ütközéskor."""

    
# ...új viselkedésmód meghatározása...

# ... egyéb többmódszeres szabályok meghatározása ...

```

majd a továbbiakban definiálja a multimetódus dekorátort.
A PEAK-Rules csomag a fenti példához hasonló szintaxissal többszörös metódusfeloldást biztosít. Ezt később a PyProtocols váltotta fel.
A Reg könyvtár támogatja a többszörös- és a predikátum-metódusfeloldást is.

### Többszörös metódusfeloldás emulálása

#### C
A C nem rendelkezik dinamikus metódusfeloldással, ezért ezt valamilyen formában manuálisan kell megvalósítani. Gyakran egy enumot használnak egy objektum altípusának azonosítására. A dinamikus metódusfeloldás úgy végezhető el, hogy ezt az értéket megkeressük egy függvénymutató elágazási táblázatban. Íme egy egyszerű példa C nyelven:
```
typedef
 
void
 
(
*
CollisionCase
)(
void
);

void
 
collision_AA
(
void
)
 
{
 
/* handle Asteroid-Asteroid collision  */
 
};

void
 
collision_AS
(
void
)
 
{
 
/* handle Asteroid-Spaceship collision */
 
};

void
 
collision_SA
(
void
)
 
{
 
/* handle Spaceship-Asteroid collision */
 
};

void
 
collision_SS
(
void
)
 
{
 
/* handle Spaceship-Spaceship collision*/
 
};

typedef
 
enum
 
{

    
THING_ASTEROID
 
=
 
0
,

    
THING_SPACESHIP
,

    
THING_COUNT
 
/* 

nem maga a dolog típusa, hanem a dolgok számának megtalálására használják. */

}
 
Thing
;

CollisionCase
 
collisionCases
[
THING_COUNT
][
THING_COUNT
]
 
=
 
{

    
{
&
collision_AA
,
 
&
collision_AS
},

    
{
&
collision_SA
,
 
&
collision_SS
}

};

void
 
collide
(
Thing
 
a
,
 
Thing
 
b
)
 
{

    
(
*
collisionCases
[
a
][
b
])();

}

int
 
main
(
void
)
 
{

    
collide
(
THING_SPACESHIP
,
 
THING_ASTEROID
);

}

```

A C Object System könyvtárral a C támogatja a CLOS-hoz hasonló dinamikus metódusfeloldást.Teljesen bővíthető, és nincs szükség a metódusok kézi kezelésére. A dinamikus üzeneteket (metódusokat) a COS diszpécser diszpécserével küldi el, ami gyorsabb, mint az Objective-C. Íme egy példa a COS-ban:
```
#include
 
<stdio.h>

#include
 
<cos/Object.h>

#include
 
<cos/gen/object.h>

// osztályok

defclass
 
(
Asteroid
)

// adattagok

endclass

defclass
 
(
Spaceship
)

// adattagok

endclass

// generikusok

defgeneric
 
(
_Bool
,
 
collide_with
,
 
_1
,
 
_2
);

// multimetódusok

defmethod
 
(
_Bool
,
 
collide_with
,
 
Asteroid
,
 
Asteroid
)

 
// asztreoida asztreoidával való ütközésével foglalkozik

endmethod

defmethod
 
(
_Bool
,
 
collide_with
,
 
Asteroid
,
 
Spaceship
)

 
// asztreoida űrhajóval való ütközésével foglalkozik

endmethod

defmethod
 
(
_Bool
,
 
collide_with
,
 
Spaceship
,
 
Asteroid
)

 
// űrhajó asztreoidával való ütközésével foglalkozik

endmethod

defmethod
 
(
_Bool
,
 
collide_with
,
 
Spaceship
,
 
Spaceship
)

 
// űrhajó űrhajóval való ütközésével foglalkozik

endmethod

// használati példa

int
 
main
(
void
)

{

  
OBJ
 
a
 
=
 
gnew
(
Asteroid
);

  
OBJ
 
s
 
=
 
gnew
(
Spaceship
);

  
printf
(
"<a,a> = %d
\n
"
,
 
collide_with
(
a
,
 
a
));

  
printf
(
"<a,s> = %d
\n
"
,
 
collide_with
(
a
,
 
s
));

  
printf
(
"<s,a> = %d
\n
"
,
 
collide_with
(
s
,
 
a
));

  
printf
(
"<s,s> = %d
\n
"
,
 
collide_with
(
s
,
 
s
));

  
grelease
(
a
);

  
grelease
(
s
);

}

```

#### C ++
2021-től a C++ natívan csak az egyszeri metódusfeloldást támogatja, bár Bjarne Stroustrup (és munkatársai) 2007-ben javasolták a multimetódusok (többszörös metódusfeloldás) hozzáadását. A korlátok megkerülésének módszerei analógok: vagy a visitor minta, vagy a dynamic cast, vagy egy könyvtár használata:
```
 
// Példa a futásidejű típus-összehasonlítás használatára dynamic_cast segítségével

 
struct
 
Thing
 
{

     
virtual
 
void
 
collideWith
(
Thing
&
 
other
)
 
=
 
0
;

 
};

 
struct
 
Asteroid
 
:
 
Thing
 
{

     
void
 
collideWith
(
Thing
&
 
other
)
 
{

         
// dynamic_cast egy pointer típusra NULL-t ad vissza, ha az átvitel sikertelen.

         
// (a dinamikus_cast referenciatípusra való átvitel hiba esetén kivételt dobna)

         
if
 
(
auto
 
asteroid
 
=
 
dynamic_cast
<
Asteroid
*>
(
&
other
))
 
{

             
// Aszteroida-aszteroida ütközés kezelése

         
}
 
else
 
if
 
(
auto
 
spaceship
 
=
 
dynamic_cast
<
Spaceship
*>
(
&
other
))
 
{

             
// Aszteroida-űrhajó ütközés kezelése

         
}
 
else
 
{

             
// alapértelmezett ütközéskezelés itt

         
}

     
}

 
};

 
struct
 
Spaceship
 
:
 
Thing
 
{

     
void
 
collideWith
(
Thing
&
 
other
)
 
{

         
if
 
(
auto
 
asteroid
 
=
 
dynamic_cast
<
Asteroid
*>
(
&
other
))
 
{

             
// kezeli az űrhajó-aszteroida ütközést

         
}
 
else
 
if
 
(
auto
 
spaceship
 
=
 
dynamic_cast
<
Spaceship
*>
(
&
other
))
 
{

             
// kezeli az űrhajó-űrhajó ütközést

         
}
 
else
 
{

             
// alapértelmezett ütközéskezelés itt

         
}

     
}

 
};

```

vagy pointer-to-method keresési táblázat:
```
#include
 
<cstdint>

#include
 
<typeinfo>

#include
 
<unordered_map>

class
 
Thing
 
{

  
protected
:

    
Thing
(
std
::
uint32_t
 
cid
)
 
:
 
tid
(
cid
)
 
{}

    
const
 
std
::
uint32_t
 
tid
;
 
// type id

    
typedef
 
void
 
(
Thing
::*
CollisionHandler
)(
Thing
&
 
other
);

    
typedef
 
std
::
unordered_map
<
std
::
uint64_t
,
 
CollisionHandler
>
 
CollisionHandlerMap
;

    
static
 
void
 
addHandler
(
std
::
uint32_t
 
id1
,
 
std
::
uint32_t
 
id2
,
 
CollisionHandler
 
handler
)
 
{

        
collisionCases
.
insert
(
CollisionHandlerMap
::
value_type
(
key
(
id1
,
 
id2
),
 
handler
));

    
}

    
static
 
std
::
uint64_t
 
key
(
std
::
uint32_t
 
id1
,
 
std
::
uint32_t
 
id2
)
 
{

        
return
 
std
::
uint64_t
(
id1
)
 
<<
 
32
 
|
 
id2
;

    
}

    
static
 
CollisionHandlerMap
 
collisionCases
;

  
public
:

    
void
 
collideWith
(
Thing
&
 
other
)
 
{

        
auto
 
handler
 
=
 
collisionCases
.
find
(
key
(
tid
,
 
other
.
tid
));

        
if
 
(
handler
 
!=
 
collisionCases
.
end
())
 
{

            
(
this
->*
handler
->
second
)(
other
);
 
// pointer-to-method call

        
}
 
else
 
{

            
// alapértelmezett ütközéskezelés itt

        
}

    
}

};

class
 
Asteroid
:
 
public
 
Thing
 
{

    
void
 
asteroid_collision
(
Thing
&
 
other
)
   
{
 
/*Aszteroida-aszteroida ütközés kezelése*/
 
}

    
void
 
spaceship_collision
(
Thing
&
 
other
)
  
{
 
/*Aszteroida-űrhajó ütközés kezelése*/
}

  
public
:

    
Asteroid
()
:
 
Thing
(
cid
)
 
{}

    
static
 
void
 
initCases
();

    
static
 
const
 
std
::
uint32_t
 
cid
;

};

class
 
Spaceship
:
 
public
 
Thing
 
{

    
void
 
asteroid_collision
(
Thing
&
 
other
)
   
{
 
/*űrhajó-aszteroida ütközés kezelése*/
}

    
void
 
spaceship_collision
(
Thing
&
 
other
)
  
{
 
/*űrhajó-űrhajó ütközés kezelése*/
}

  
public
:

    
Spaceship
()
:
 
Thing
(
cid
)
 
{}

    
static
 
void
 
initCases
();

    
static
 
const
 
std
::
uint32_t
 
cid
;
 
// class id

};

Thing
::
CollisionHandlerMap
 
Thing
::
collisionCases
;

const
 
std
::
uint32_t
 
Asteroid
::
cid
 
=
 
typeid
(
Asteroid
).
hash_code
();

const
 
std
::
uint32_t
 
Spaceship
::
cid
 
=
 
typeid
(
Spaceship
).
hash_code
();

void
 
Asteroid::initCases
()
 
{

    
addHandler
(
cid
,
 
cid
,
 
CollisionHandler
(
&
Asteroid
::
asteroid_collision
));

    
addHandler
(
cid
,
 
Spaceship
::
cid
,
 
CollisionHandler
(
&
Asteroid
::
spaceship_collision
));

}

void
 
Spaceship::initCases
()
 
{

    
addHandler
(
cid
,
 
Asteroid
::
cid
,
 
CollisionHandler
(
&
Spaceship
::
asteroid_collision
));

    
addHandler
(
cid
,
 
cid
,
 
CollisionHandler
(
&
Spaceship
::
spaceship_collision
));

}

int
 
main
()
 
{

    
Asteroid
::
initCases
();

    
Spaceship
::
initCases
();

    
Asteroid
  
a1
,
 
a2
;

    
Spaceship
 
s1
,
 
s2
;

    
a1
.
collideWith
(
a2
);

    
a1
.
collideWith
(
s1
);

    
s1
.
collideWith
(
s2
);

    
s1
.
collideWith
(
a1
);

}

```

A yomm2 könyvtár a nyílt multimódszerek gyors, ortogonális megvalósítását biztosítja.
A nyílt metódusok deklarálásának szintaxisát egy natív C++ implementációra vonatkozó javaslat ihlette. A könyvtár megköveteli, hogy a felhasználó regisztrálja az összes virtuális argumentumként használt osztályt (és azok alosztályait), de nem igényel semmilyen módosítást a meglévő kódban. A metódusok közönséges inline C++ függvényekként vannak implementálva; túlterhelhetők és átadhatók mutatóval. A virtuális argumentumok száma nincs korlátozva, és tetszőlegesen keverhetők nem virtuális argumentumokkal.
A könyvtár többféle technika kombinációját használja (tömörített elosztótáblák, tökéletes integer hash), hogy a metódushívásokat állandó idő alatt valósítsa meg, miközben csökkenti a memóriahasználatot. Egyetlen virtuális argumentummal rendelkező nyitott metódus hívásának elküldése csak 15-30%-kal több időt vesz igénybe, mint egy közönséges virtuális tagfüggvény hívása, ha egy modern optimalizáló fordítót használunk.

Az Aszteroidák példája a következőképpen valósítható meg:
```
#include
 
<yorel/yomm2/cute.hpp>

using
 
yorel
::
yomm2
::
virtual_
;

class
 
Thing
 
{

  
public
:

    
virtual
 
~
Thing
()
 
{}

    
// ...

};

class
 
Asteroid
 
:
 
public
 
Thing
 
{

    
// ...

};

class
 
Spaceship
 
:
 
public
 
Thing
 
{

    
// ...

};

register_class
(
Thing
);

register_class
(
Spaceship
,
 
Thing
);

register_class
(
Asteroid
,
 
Thing
);

declare_method
(
void
,
 
collideWith
,
 
(
virtual_
<
Thing
&>
,
 
virtual_
<
Thing
&>
));

define_method
(
void
,
 
collideWith
,
 
(
Thing
&
 
left
,
 
Thing
&
 
right
))
 
{

    
// alapértelmezett ütközéskezelés itt

}

define_method
(
void
,
 
collideWith
,
 
(
Asteroid
&
 
left
,
 
Asteroid
&
 
right
))
 
{

    
// Aszteroida-aszteroida ütközés kezelése

}

define_method
(
void
,
 
collideWith
,
 
(
Asteroid
&
 
left
,
 
Spaceship
&
 
right
))
 
{

    
// Aszteroida-űrhajó ütközés kezelése

}

define_method
(
void
,
 
collideWith
,
 
(
Spaceship
&
 
left
,
 
Asteroid
&
 
right
))
 
{

    
// űrhajó-aszteroida ütközés kezelése

}

define_method
(
void
,
 
collideWith
,
 
(
Spaceship
&
 
left
,
 
Spaceship
&
 
right
))
 
{

    
// űrhajó-űrhajó ütközés kezelése

}

int
 
main
()
 
{

    
yorel
::
yomm2
::
update_methods
();

    
Asteroid
  
a1
,
 
a2
;

    
Spaceship
 
s1
,
 
s2
;

    
collideWith
(
a1
,
 
a2
);

    
collideWith
(
a1
,
 
s1
);

    
collideWith
(
s1
,
 
s2
);

    
collideWith
(
s1
,
 
a1
);

}

```

Stroustrup megemlíti a The Design and Evolution of C++ című könyvében, hogy tetszett neki a multimetódusok koncepciója, és fontolgatta annak C++-ban való megvalósítását, de azt állítja, hogy nem tudott hatékony mintaimplementációt találni (a virtuális függvényekhez hasonlóan), és megoldani néhány lehetséges típus-többértelműségi problémát. Ezután azt állítja, hogy bár a funkciót továbbra is jó lenne megvalósítani, ez megközelítőleg megvalósítható a fenti C/C++ példában vázolt dupla metódusfeloldással vagy típusalapú keresőtáblával, így a jövőbeli nyelvi revíziókban alacsony prioritású funkciónak számít.

#### D
2021-től a D - sok más objektumorientált programozási nyelvhez hasonlóan - natívan csak egyszeri metódusfeloldást támogat. Lehetőség van azonban arra, hogy a D-ben könyvtári függvényként emuláljuk a nyitott multimetódusokat.
```
// Deklaráció

Matrix
 
plus
(
virtual
!
Matrix
,
 
virtual
!
Matrix
);

// A két DenseMatrix objektum felülírása

@method

Matrix
 
_plus
(
DenseMatrix
 
a
,
 
DenseMatrix
 
b
)

{

  
const
 
int
 
nr
 
=
 
a
.
rows
;

  
const
 
int
 
nc
 
=
 
a
.
cols
;

  
assert
(
a
.
nr
 
==
 
b
.
nr
);

  
assert
(
a
.
nc
 
==
 
b
.
nc
);

  
auto
 
result
 
=
 
new
 
DenseMatrix
;

  
result
.
nr
 
=
 
nr
;

  
result
.
nc
 
=
 
nc
;

  
result
.
elems
.
length
 
=
 
a
.
elems
.
length
;

  
result
.
elems
[]
 
=
 
a
.
elems
[]
 
+
 
b
.
elems
[];

  
return
 
result
;

}

// A két DiagonalMatrix objektum felülírása

@method

Matrix
 
_plus
(
DiagonalMatrix
 
a
,
 
DiagonalMatrix
 
b
)

{

  
assert
(
a
.
rows
 
==
 
b
.
rows
);

  
double
[]
 
sum
;

  
sum
.
length
 
=
 
a
.
elems
.
length
;

  
sum
[]
 
=
 
a
.
elems
[]
 
+
 
b
.
elems
[];

  
return
 
new
 
DiagonalMatrix
(
sum
);

}

```

#### Java
Egy olyan nyelvben, ahol csak egyszeres metódusfeloldás van, mint például a Java, a többszörös metódusfeloldás az egyszeres metódusfeloldás több szintjével emulálható:
```
interface
 
Collideable
 
{

    
void
 
collideWith
(
final
 
Collideable
 
other
);

    
/* Ezeknek a metódusoknak más nevekre lenne szükségük egy olyan nyelvben, ahol nincs metódus-túlterhelés. */

    
void
 
collideWith
(
final
 
Asteroid
 
asteroid
);

    
void
 
collideWith
(
final
 
Spaceship
 
spaceship
);

}

class
 
Asteroid
 
implements
 
Collideable
 
{

    
public
 
void
 
collideWith
(
final
 
Collideable
 
other
)
 
{

        
// Hívja a collideWith-t a másik objektummal

        
other
.
collideWith
(
this
);

   
}

    
public
 
void
 
collideWith
(
final
 
Asteroid
 
asteroid
)
 
{

        
// Aszteroida-aszteroida ütközés kezelése

    
}

    
public
 
void
 
collideWith
(
final
 
Spaceship
 
spaceship
)
 
{

        
// Aszteroida-űrhajó ütközés kezelése

    
}

}

class
 
Spaceship
 
implements
 
Collideable
 
{

    
public
 
void
 
collideWith
(
final
 
Collideable
 
other
)
 
{

        
// Hívja a collideWith-t a másik objektummal

        
other
.
collideWith
(
this
);

    
}

    
public
 
void
 
collideWith
(
final
 
Asteroid
 
asteroid
)
 
{

        
// űrhajó-aszteroida ütközés kezelése

    
}

    
public
 
void
 
collideWith
(
final
 
Spaceship
 
spaceship
)
 
{

        
// űrhajó-űrhajó ütközés kezelése

    
}

}

```

A futásidejű instanceof ellenőrzések az egyik vagy mindkét szinten is használhatók.

## Programozási nyelvek támogatása

### Elsődleges paradigma
- Julia[22]

### Bővítmények
- Any .NET language (via the library MultiMethods.NET)
- C (via the library C Object System)
- C# (via the library multimethod-sharp)
- C++ (via the library yomm2 and multimethods)
- D (via the library openmethods)
- Factor (via the standard multimethods vocabulary)
- Java (using the extension MultiJava)
- JavaScript (via package @arrows/multimethod)
- Perl (via the module Class::Multimethods)
- Python (via PEAK-Rules, RuleDispatch, gnosis.magic.multimethods, PyMultimethods, or multipledispatch)
- Racket (via multimethod-lib)
- Ruby (via the library The Multiple Dispatch Library and Multimethod Package and Vlx-Multimethods Package)
- Scheme (via e.g. TinyCLOS)
- TypeScript (via package @arrows/multimethod)

## Fordítás
Ez a szócikk részben vagy egészben  a   Multiple dispatch című angol Wikipédia-szócikk ezen változatának fordításán alapul.  Az eredeti cikk szerkesztőit annak laptörténete sorolja fel. Ez a jelzés csupán a megfogalmazás eredetét és a szerzői jogokat jelzi, nem szolgál a cikkben szereplő információk forrásmegjelöléseként.